# Jimmy Olsen (revista em quadrinhos)
Jimmy Olsen é uma revista em quadrinhos americana que foi publicada pela DC Comics originalmente entre 1954 e 1974, com o título de Superman's Pal, Jimmy Olsen por um total de 163 edições. Foi a primeira revista a ter um membro do elenco de apoio de SupermanElenco de apoio de Superman como protagonista, antecedendo Lois Lane, de 1958, e Supergirl, de 1972. As histórias da revista eram protagonizadas pelo fotojornalista Jimmy Olsen, e as tramas produzidas entre 1954 e 1970 são notórias por sua inventividade e temas absurdos que se destacavam do habitualmente produzido nos quadrinhos americanos mesmo durante a "Era de Prata", uma época conhecida pela inserção de elementos excessivamente fantásticos nas revistas, que durou de 1956 até aproximadamente 1970.
Em 1970, a saída do artista Jack Kirby da Marvel Comics é um dos marcos do início da "Era de Bronze" e de histórias em que ele, acumulando as funções de desenhista e roteirista da publicação, estabeleceria uma série de conceitos conhecidos como "O Quarto Mundo", colocando Jimmy e o super-herói Superman em confronto com novos personagens, como "Os Novos Deuses" dos planetas "Nova Gênese" e "Apokolips", incluindo o vilão Darkseid. Além do "Quarto Mundo", Kirby incluiria em suas histórias algumas das primeiras menções à clonagem humana a serem feitas em uma história em quadrinho, através do "Projeto CADMUS", e também apresentaria novas versões de personagens que havia criado pela editora durante a década de 1940, como o super-herói Guardião.
Kirby encerraria suas contribuições na 148ª edição, mas a revista continuaria sendo publicada até 1974, quando, junto com outras revistas secundárias, foi descontinuada e substituída por uma antologia intitulada Superman Family. Desde então, o personagem não teve uma revista própria, mas seria o protagonista, em 2003, da minissérie em doze edições Metropolis. Entre 2007 e 2008, Olsen seria um dos protagonistas de outra minissérie publicada pela editora - Countdown, em 51 edições. Duas edições adicionais de Superman's Pal, Jimmy Olsen seriam publicadas durante um evento crossover, "Novo Krypton", entre 2008 e 2009, e a partir de 2010, Olsen apareceria numa série de histórias curtas publicadas na revista Action Comics, que dariam origem a um one-shot publicado em 2011.

## Antecedentes e contexto

A primeira história a incluir o office boy do Planeta Diário foi publicada em 1938, em Action Comics #6.

A revista Action Comics #1, lançada em abril de 1938 pela DC Comics (então denominada "National Allied Publications"), marcou o início da publicação do personagem Superman, criado por Jerry Siegel e Joe Shuster e, já naquele momento, as histórias do personagem se mostraram um sucesso, com a tiragem de 200 mil exemplares da revista esgotando-se rapidamente. A partir de sua quarta edição, Action já começaria a apresentar um significativo aumento em suas vendas, em comparação com os demais títulos da National: entre 1938 e 1939, já possuía uma tiragem de mais de 500 mil exemplares.
Ainda em 1938, em Action Comics #6, surgiria um personagem que possuiria algumas das características que posteriormente seriam associadas a Jimmy: um office boy usando uma gravata borboleta. Alguns estudiosos apontam esse personagem como sendo o próprio Jimmy Olsen, embora ele ainda não tivesse sido nomeado na histórias, enquanto outros o indicam como um "protótipo" conceitual do personagem.
Somente em 1940 que um personagem nomeado "Jimmy Olsen" seria incluído numa história de Superman - mas não nos quadrinhos, e sim na série de rádio The Adventures of Superman durante um episódio transmitido em 15 de abril de 1940. No ano seguinte, em Superman #13, Jerry Siegel e Joe Shuster incluiriam o personagem na história Superman versus The Archer. No rádio, Jimmy fora descrito como um "ruivo sardento", e essas características continuam com o personagem nas histórias em quadrinhos, mas ele não teria a mesma popularidade. Enquanto no programa de rádio, o personagem continuaria aparecendo até 1950, nos quadrinhos ele teria pouco destaque.
Em 1947 teria início a disputa de Siegel e Shuster com a editora pelos direitos do personagem, o que resultaria em um julgamento desfavorável aos criadores, bem como na perda de seus empregos. Wayne Boring, assistente de Shuster, foi promovido à desenhista principal de Superman, trabalhando em diversas edições de Action Comics. Boring permaneceria trabalhando com o personagem até o final da década de 1950 e, ao lado de Curt Swan e Al Plastino, que ficaram responsáveis pelas histórias menores, trouxe mudanças na caracterização das histórias: os artistas começariam a desenhar Superman com o porte físico comparável ao de um halterofilista; os cenários passariam a destacar os arranhas-céus de Metropólise; e robôs autômatos se tornariam comumente os oponentes enfrentados pelo personagem nas suas histórias.
O afastamento dos criadores representaria uma significativa queda na qualidade das histórias durante a primeira metade da década seguinte. O surgimento do "Comics Code Authority", em 1954, um órgão destinado à supervisionar o conteúdo das histórias em quadrinhos, e a consequente imposição de uma série de regras que visavam impedir que as histórias influenciassem negativamente as crianças americanas, também seria visto como um dos fatos que contribuiriam para que a década de 1950 fosse considerada uma "década perdida" para o personagem.
A necessidade de se criar histórias "mais leves" para a revista seria imperiosa na caracterização do personagem: os conceitos de "bom-mocismo" começariam a ser fortemente representados e os atos do personagem fariam com que ele fosse visto de forma pouco elogiosa como um "super-escoteiro". Fora dos quadrinhos, a partir de 1952, começou a ser exibida a série de televisão Adventures of Superman, que logo conquistou grande popularidade. No elenco, o ator Jack Larson aparecia regularmente como "Jim Olsen", e o jovem repórter se tornou um dos personagens mais populares do programa. A National Comics Publications, editora que antecedeu a DC Comics, começaria a publicar uma revista em quadrinhos dedicada a Jimmy nessa época.

## História (1954-1974)

### Início inventivo
Assim como o programa de rádio Adventures of Superman havia influenciado as características visuais de Jimmy Olsen na década de 1940, o programa de televisão de mesmo nome estabeleceria uma nova profissão para o personagem na década seguinte. Até então, Olsen era caracterizados como "um funcionário de baixo nível", um estagiário ou office boy, mas, a partir da primeira edição de Superman's Pal, Jimmy Olsen, ele se tornaria um fotógrafo. Swan seria o principal desenhista da série durante os primeiros dez anos de sua publicação.
O principal responsável pelo surgimento de uma revista dedicada a Jimmy Olsen foi o editor Mort Weisinger. Ele cuidava de todas as revistas dedicadas às histórias de Superman, e costumeiramente perguntava às crianças do bairro onde morava o que elas gostariam de ler nas próximas histórias em quadrinhos - e do interesse infantil pelo personagem surgiria a vontade de produzir uma nova revista integralmente dedicada a ele. A "Era de Prata" das histórias em quadrinhos americanas é um período em que as histórias incorporariam elementos muito mais fantásticos do que o período histórico anterior, e temas de ficção científica eram comuns. Ainda assim, a criatividade dos roteiristas da revista costumeiramente chamava a atenção e é vista, mesmo em retrospecto, como "absurda" e "louca". Acompanhado por Superman, ou mesmo sozinho, Olsen visitava tanto o passado quanto o futuro, enfrentava cientistas loucos, e sofria transformações que iam desde ganhar temporariamente a capacidade de esticar os membros do próprio corpo a se tornar um híbrido homem-tartaruga gigante.

### Jack Kirby e o Quarto Mundo

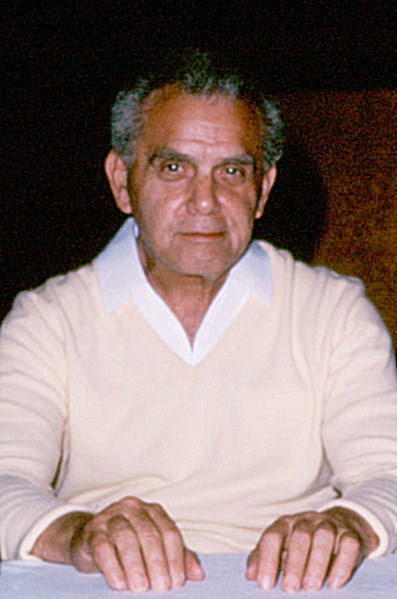
Jack Kirby assumiria os roteiros e a arte da revista em 1970, estabelecendo uma série de conceitos marcantes.

Com a aposentadoria de Weisinger, diferentes editores assumiriam cada uma das revistas de Superman então publicadas. Ao passo que Julius Schwartz assumiu o comando de Superman, Murray Boltinoff se tornaria o editor de Action Comics. À época, o grupo editoral do personagem compreendia ainda outras cinco revistas em publicação: Adventure Comics, Superboy, Lois Lane, Jimmy Olsen e World's Finest. Inicialmente, Schwartz acumularia o cargo de editor de Superman com o de World's Finest, revista na qual eram publicadas as histórias de Superman em parceria com Batman; Boltinoff por sua vez acumularia Superboy, com as histórias do jovem Superman, e Jimmy Olsen, com as histórias do personagem homônimo com Action Comics; Mike Sekowsky se tornaria o editor de Adventure Comics, revista que, à época, continha as histórias de Supergirl; e o editor de Lois Lane a partir de 1970 seria E. Nelson Bridwell.
Embora agissem separadamente, todos os editores possuíam um objetivo comum: tornar as revistas menos fantasiosas, produzindo histórias mais "realistas" e em sintonia com a época. Boltinoff trabalharia com Leo Dorfman e Cary Bates em Action Comics e nem sempre havia muito respeito às mudanças então implementadas em Superman - Bates continuaria utilizando em suas histórias um dos elementos fantasiosos que Schwartz explicitamente queria se livrar: os "super-robôs" da Fortaleza da Solidão.
Em 1970, o popular quadrinhista Jack Kirby decidiria não mais continuar trabalhando na Marvel Comics. Kirby era um desenhista extremamente popular, considerado um profissional-chave da editora, e fora responsável pela criação de diversos personagens, incluindo o Quarteto Fantástico. Mas o consagrado "Rei dos Quadrinhos" havia se cansado das restrições editoriais que impediam maiores liberdades criativas nas novas histórias, e o convite de Carmine Infantino para trabalhar livremente em outra editora foi bastante atraente. A mudança de empregadores acidentalmente criaria uma rixa entre as duas editoras, embora entenda o jornalista Jota Silvestre que a rivalidade entre Marvel e DC tenha sido "alimentada muito mais pelos fãs e estudiosos que pelos próprios protagonistas", a saída do principal artista da Marvel Comics para uma editora concorrente é considerada por ambos os lados como um dos maiores marcos da história dos quadrinhos e é apontado como um possível marco transitório entre a "Era de Prata" e a "Era de Bronze".
Kirby estava particularmente insatisfeito com a falta de reconhecimento que tinha na Marvel, e uma das suas exigências era atuar sozinho nos roteiros das revistas que participasse. Infantino concordou, e a editora firmou um vantajoso contrato com o artista, que pode escolher em qual das revistas da editora gostaria de trabalhar primeiro. Kirby escolheu a revista Jimmy Olsen por ser a única, dentre as publicações de Superman, que não possuía uma equipe fixa que produzisse histórias de forma regular: não queria tomar o lugar de ninguém em nenhuma revista. À época, a revista havia se tornando a menos vendida dentre todo o grupo editorial, e não possuía nenhum escritor ou desenhista designado como fixo.

Superman's Pal Jimmy Olsen #133

A partir da edição 133, Kirby assumiu os roteiros e a arte. Nos desenhos, Al Plastino contribuiria na arte-final, algumas vezes chegando a redesenhar os quadros produzidos por Kirby, cujo traço característico era muito diferente dos desenhos de Curt Swan. Para "padronizar" a arte nas diferentes revistas, Plastino alterava os desenhos. Nos roteiros, mais livre, Kirby imediatamente buscaria explorar toda a sua criatividade nas histórias e ao mesmo tempo em que trouxe novos conceitos como os "Novos Deuses", oriundos dos planetas "Nova Gênese" e "Apokolyps", também apresentou novas versões de personagens que havia criado na década de 1940 - a "Newsboy Legion" e o super-herói Guardião.
Quando fora contratado pela editora, em nenhum momento Kirby fora informado de que seus desenhos estavam sujeitos à alteração editorial - ao contrário, seu estilo particular foi justamente o que fora solicitado, com o pedido de que produzisse histórias tão criativas que parecesse que as revistas estavam sendo inventadas de novo. Plastino, à época, já havia abandonado o trabalho de desenhista nas revistas de Superman, e seu retorno à publicação para refazer o trabalho, tornando-o mais parecido com o que era produzido há década, é visto pelo historiador Mark Evanier, um especialista na obra de Kirby, como um retrocesso.
Embora seja comum, no meio dos quadrinhos, a percepção de que Kirby estava ciente e concordava com as mudanças, Evanier entrevistara o desenhista inúmeras vezes, e teria declarado, em texto reproduzido pelo site americano "Comic Book Resources", que "Jack [Kirby] estava chateado e surpreso, mas ele também era um novato na DC, e estava ansioso para mostrar ao novo empregador que podia se encaixar e 'fazer parte do time'. Ele pode até ter dito que não se importava com as mudanças, mas ele certamente disse a mim e àquelas pessoas mais próximas o quão errada via as alterações, tanto em termos de respeito por seu trabalho quanto em termo de contribuir para as vendas da revista".
Foi em Jimmy Olsen que surgiu o vilão Darkseid, o primeiro dos personagens do "Quarto Mundo", história que ele desenvolveria nos anos seguintes não apenas na revista, mas também em outras séries próprias, como New Gods, Mister Miracle e Forever People. A série de histórias é considerada a obra-prima de Kirby e entre as edições 135 e 138 de Jimmy Olsen foi publicada uma das mais criativas tramas de Kirby, visual e narrativamente - Kirby explorou as diferentes formas de ilustração, incluindo fotografias e colagens e produziu uma das primeiras histórias em quadrinhos a lidar com clonagem humana.
Olsen era o protagonista da revista, mas, ao mesmo tempo, um personagem menor numa trama complexa que Kirby estabelecia em todas as revistas em que colaborava à época na editora. As tramas de Superman's Pal, Jimmy Olsen se ligavam à The Tomorrow People, New Gods e Mister Miracle para formar o "Quarto Mundo" de Kirby. Dentre as histórias, destaca-se o conceito do "planeta Transilvânia", um planetoide pequeno, mas tão maligno que possuía chifres formados em seu pólo norte, e a inclusão de "Goody Rickles", um gêmeo maligno do comediante Don Rickles. Em suas histórias, Kirby convidava o leitor a não pensar sobre o que estava sendo incluído, e a simplesmente comprar cada edição.

### Término eSuperman Family

A partir da 164ª edição, a revista mudou de nome e formato. Em Superman Family eram publicadas, além das histórias de Olsen, as histórias de Supergirl e de Lois Lane, cujas revistas foram incorporadas à nova publicação.

E. Nelson Bridwell atuava como editor da revista Lois Lane à época, e numa série de histórias publicadas entre 1971 e 1972, nas edições 111 e 119, incluiria elementos da trama desenvolvida por Kirby e sua meta-série "Quarto Mundo", aproximando a revista do trabalho do artista em Jimmy Olsen e nas revistas New Gods, Mister Miracle e The Tomorrow People.
O principal conflito de continuidade no período de Bridwell havia sido a caracterização do personagem Morgan Edge, que era retratado nas histórias relacionadas ao "Quarto Mundo" de forma bastante diferente das histórias de outros editores: em Jimmy Olsen, ele era o líder da organização criminosa Intergangue, enquanto em Action Comics e Superman, ele era um empresário, o proprietário da rede televisiva Galáxia e do Planeta Diário.
Bridwell se esforçou consideravelmente para manter as histórias coesas, e em conjunto com Schwartz, então editor de Superman, planejaria uma série de histórias publicadas em Superman e Lois Lane que estabeleceriam o personagem do "Quarto Mundo" como um clone do empresário. Com a saída de Bridwell, a falta de coesão entre as histórias aumentaria consideravelmente, e, numa tentativa de revitalizar as revistas e também ajustar os problemas com a continuidade, Murray Boltinoff assumiria a edição das revistas do personagem em conjunto com Schwartz.
Kirby encerraria sua participação em Jimmy Olsen na 148ª edição, em 1972. À época, a publicação de antologias intituladas "DC 100-page Super Spectacular" se tornaria uma prática comercial bem-sucedida na DC Comics, e utilizando esse formato, a editoria decidiria, no ano seguinte, realizar uma reformulação na linha editorial de Superman: as revistas Jimmy Olsen, Lois Lane e Supergirl seriam canceladas e substituídas por uma única revista que teria mais páginas que as três somadas, permitindo não apenas a publicação de histórias protagonizadas por cada um dos personagens, como também a republicação de histórias antigas.
O encerramento das revistas inicialmente se daria em novembro de 1973, mas por causa de uma crise na produção de papel, as gráficas só conseguiriam produzir as últimas edições de Lois Lane e Supergirl em 1974. À época, as revistas haviam se tornado duas das revistas menos vendidas da editora, ao lado de Secret Origins e Weird Worlds. Boltinoff, editor de Jimmy Olsen, assumiria o comando de Superman Family, que incluiria histórias de todo o elenco de apoio de Superman.
Enquanto Supergirl fora encerrada na sua 10ª edição, e Lois Lane, em sua 137ª, Jimmy Olsen teria 163 edições publicadas. The Superman Family começaria a ser publicada como uma continuação da série mais antiga, e sua "primeira edição" já seria numerada como 164ª. Nick Cardy havia se tornado o artista principal de Jimmy Olsen a partir da 154ª edição da revista, e permaneceu como o responsável pela arte das capas até o cancelamento. Na nova revista, continuou como o responsável pelas capas até a 169ª edição. A mudança não foi apenas de nome e formato: em Superman Family, o tom das histórias de Olsen também mudaria, deixando de lado as características humorísticas e fantasiosas que o haviam acompanhado até então. O personagem deixaria de ser um jornalista e se tornaria um repórter investigativo que, sob a alcunha de "Mr. Action", se dedicaria a reportagens que denunciassem os criminosos da cidade de Metrópolis. Olsen foi destacado em The Superman Family #164, 167, 170, 173, 176, 179 e 182 a 222.

## Histórias publicadas emSuperman's Pal, Jimmy Olsen

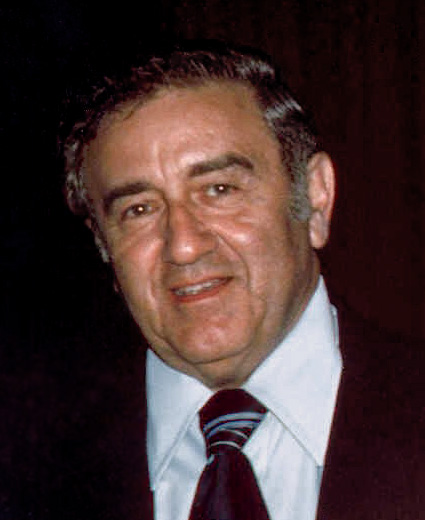
Jerry Siegel foi o roteirista de algumas edições de Superman's Pal, Jimmy Olsen.

163 edições foram publicadas entre 1954 e 1974. As histórias publicadas na "Era de Ouro" (até 1956) e na "Era de Prata" (1956-1970) são marcadas pelas transformações que Olsen sofria a cada edição. As mais significativas destas transformações foram compiladas num volume encadernado intitulado Superman: The Amazing Transformations of Jimmy Olsen, que reúne as edições 22, 28, 31-33, 41-42, 44, 49, 53, 59, 65, 72, 80, 85 e 105 de Superman's Pal, Jimmy Olsen. Na 22ª edição, Jimmy desenvolvia um "super-cérebro", numa história escrita por Otto Binder e ilustrada por Curt Swan. Binder também escreveria o roteiro da 31ª edição, em que Olsen se tornaria o "Rapaz Elástico", capaz de esticar os membros do próprio corpo. Com esse super-poder, Olsen se tornaria um "membro honorário" da Legião de Super-Heróis numa história de Jerry Siegel publicada na 72ª edição.
Binder seria o responsável pelo roteiro de Superman's Pal, Jimmy Olsen #33, numa história em que o personagem adquiria um "sopro flamejante", oposto ao "sopro congelante" de Superman e também de Superman's Pal, Jimmy Olsen #44, fazendo o personagem se transformar em um lobisomem. Siegel, por sua vez, fora o responsável pelo roteiro de Superman's Pal, Jimmy Olsen #53, cuja trama mostrava o personagem se transformando num híbrido gigante homem-tartaruga. Além desta, escreveu Superman's Pal, Jimmy Olsen #65, narrando a transformação de Olsen em um "porco-espinho-humano"; e Superman's Pal, Jimmy Olsen #80. Nesta, Olsen se transformava numa versão "bizarra" de si mesmo, "Bizarro Jimmy #1".
Robert Bernstein escreveu Superman's Pal, Jimmy Olsen #41, em que Jimmy se transformava num homem com quatro braços adicionais, um "polvo humano", e #42, em ele é trapaceado por um maligno gênio da lâmpada e acaba tomando o lugar da entidade.

No fim da "Era de Prata", as histórias já não apresentavam a criatividade de antes, e não haviam uma equipe que trabalhasse regularmente na revista. Na "Era de Bronze" (a partir de 1970), destaca-se o trabalho de Jack Kirby.

### Coletâneas
- Showcase Presents: Superman Family

The Amazing Transformations of Jimmy Olsen, uma coletânea publicada em 2007.

  - Volume 1 inclui Superman's Pal Jimmy Olsen #1-22, 576 páginas, Março de 2006, ISBN 1-4012-0787-1
  - Volume 2 inclui Superman's Pal Jimmy Olsen #23-34, 520 páginas, Fevereiro de 2008, ISBN 1-4012-1656-0
  - Volume 3 inclui Superman's Pal Jimmy Olsen #35-44, 576 páginas, Março de 2009, ISBN 1-4012-2188-2
  - Volume 4 inclui Superman's Pal Jimmy Olsen #45-53, 520 páginas, Março 2013, ISBN 1-4012-3837-8
- Superman: The Amazing Transformations of Jimmy Olsen inclui histórias publicadas em Superman's Pal Jimmy Olsen #22, 28, 31-33, 41-42, 44, 49, 53, 59, 65, 72, 80, 85 e 105, 192 páginas, Julho de 2007, ISBN 1-4012-1369-3
- Showcase Presents: Supergirl Volume 1 inclui Superman's Pal Jimmy Olsen #40, 46 e 51, 528 páginas, Novembro de 2007, ISBN 1-4012-1717-6
- Legion of Super-Heroes Archives
  - Volume 2 inclui Superman's Pal Jimmy Olsen #72, 224 páginas, 1992, ISBN 1563890577
  - Volume 3 inclui Superman's Pal Jimmy Olsen #76, 224 páginas, 1993, ISBN 1563891026
  - Volume 7 inclui Superman's Pal Jimmy Olsen #106, 240 páginas, 1998, ISBN 1563893983
- Jimmy Olsen: Adventures by Jack Kirby
  - Volume 1 inclui Superman's Pal Jimmy Olsen #133-139 e 141, 160 páginas, Agosto de 2003, ISBN 1-56389-984-1
  - Volume 2 inclui Superman's Pal Jimmy Olsen #142-148, 192 páginas, Dezembro de 2004, ISBN 1-4012-0259-4
- Jack Kirby's Fourth World Omnibus
  - Volume 1 inclui Superman's Pal Jimmy Olsen #133-139, 396 páginas, Maio de 2007, ISBN 1-4012-1344-8
  - Volume 2 inclui Superman's Pal Jimmy Olsen #141-145, 396 páginas, Agosto de 2007, ISBN 1-4012-1357-X
  - Volume 3  inclui Superman's Pal Jimmy Olsen #146-148, 396 páginas, Novembro de 2007, ISBN 1-4012-1485-1

## Outras publicações

A promoção de Jimmy Olsen Must Die! em anúncio relacionado à minissérie Countdown, publicada entre 2007 e 2008.

Entre 1999 e 2004, Jeph Loeb e Joe Kelly, acompanhados de uma série de outros profissionais, como o escritor Joe Casey e os desenhistas Mike McKone, Ed McGuinness e Doug Mahnke, estabeleceriam uma série de mudanças nas revistas de Superman. Loeb, especificamente, abordaria em suas histórias o relacionamento de Superman com os personagens "básicos": Lex Luthor e as pessoas do Planeta Diário, incluindo Olsen.
Numa das primeiras histórias da equipe, Y2K, o vilão Brainiac infestaria toda a tecnologia da cidade com o vírus B13, vindo do futuro, e, embora ele fosse derrotado, Metrópolis continuaria com o visual futurista, e entre 2003 e 2004, Olsen foi o protagonista de uma minissérie em doze partes intitulada Superman: Metropolis, que retratava o personagem trabalhando numa reportagem dedicada à mostrar os efeitos da tecnologia B13 na vida dos cidadãos de Metrópolis. A minissérie foi escrita por Chuck Austen e ilustrada por Danijel Zezelj.
Em 2004, Austen sucederia Kelly, numa curta e controversa passagem como roteirista da revista Action Comics. Parte de uma reformulação realizada em toda a linha editorial do personagem, em que Greg Rucka abordaria em Adventures of Superman o trabalho de Clark Kent como jornalista, após ser rebaixado no Planeta Diário e passar a trabalhar numa nova redação, cobrindo o plantão policial, Austen se dedicaria principalmente a mostrar Superman, mas de forma mais "realista", parte da nova filosofia da editora para as histórias do personagem, que no período anterior haviam se afastado em direção aos temas fantásticos e mais infantilizados.
As histórias de Austen também mostravam as dificuldade de Superman, como "Clark Kent", com seu novo trabalho, e acabariam por revelar que Olsen estaria assumindo o lugar deixado vago com o rebaixamento de Clark. Inicialmente, Austen pretendia continuar alguns dos temas estabelecidos em Superman: Metropolis, mas, muito criticado, acabaria demitido da revista ainda em 2004, e seria substituído por outro roteirista para a conclusão de suas tramas.
Olsen seria destacado entre maio de 2007 e abril de 2008 durante a minissérie semanal em 51 edições Countdown. Um dos arcos de história da minissérie era Jimmy Olsen Must Die!, uma trama cujo objetivo era mostrar "o lugar" que o personagem ocupava dentro do universo ficcional da editora e era relacionada  à outra minissérie, Death of the New Gods, mostrando a morte de diversos personagens relacionados ao "Quarto Mundo", incluindo o vilão Darkseid, que renasceria durante a minissérie Final Crisis. A história não seria bem-recebida pelo público americano, e acabaria fazendo com que Olsen se tornasse um personagem bastante impopular.
Durante a publicação de Countdown, uma edição especial intitulada Countdown Special: Jimmy Olsen #1 foi também publicada pela editora em novembro de 2007, reimprimindo três edições de Superman's Pal, Jimmy Olsen sob uma nova capa, elaborada pelo artista Ryan Sook. Além das histórias clássicas que foram republicadas, uma trama inédita relacionada à Countdown foi produzida por Kurt Busiek e Brad Walker para as edições 852, 853 e 854 da revista Action Comics.
Em 2008, James Robinson se tornaria o roteirista da revista Superman e, ao lado de Geoff Johns, responsável por Action Comics, estabeleceria uma maior ligação entre as duas revistas. Cada um deles escreveria um arco diferente (Robinson, A Chegada de Atlas e Johns, Brainiac) que resultariam numa história que seria publicada no final daquele ano tanto em Action quanto em Superman e Supergirl, a saga "Novo Krypton". Após a conclusão de A Chegada de Atlas, a DC Comics publicaria em outubro de 2008 Superman's Pal Jimmy Olsen Special #1, um "epílogo" da história, também com roteiro de Robinson, destacando Olsen e sua investigação a respeito da organização governamental que estaria financiando as atividades de Atlas. Uma segunda edição foi publicada em agosto de 2009, durante a saga de "Novo Krypton".
Após "Novo Krypton", o editor Will Moss começou a planejar uma série de histórias curtas com Olsen, e contratou Nick Spencer para o trabalho.
A partir de Action Comics #893, publicada em 2010, ele se tornou um dos roteiristas da revista. Enquanto Paul Cornell produzia a história principal de cada edição, Spencer escreveu uma série de histórias curtas de dez páginas estreladas por  Olsen. Fã das histórias de Superman's Pal, Jimmy Olsen, Spencer buscou escrever uma trama que fosse inspirada nas temáticas apresentadas durante a "Era de Prata", mas evitando as transformações típicas do período, tendo declarado em entrevista:
Eu certamente queria produzir algo que honrasse o espírito dessas histórias anteriores, mas de forma que parecesse algo novo. Eu não queria simplesmente colocar Jimmy se transformando num rapaz-tartaruga de novo, ou algo assim, mas sim contar histórias que, se você sentasse e as lesse após as histórias antigas, visse o respeito e a admiração que tenho pelo que veio antes. Há muito que fica subentendido nas revistas da Era de Prata, e é isso que eu tive a oportunidade de destacar agora. Jimmy teve uma das revistas mais comentadas da história do gênero, e é divertido rever esse material, quebrá-lo e ver o que forma sua essência, para então aplicá-la num contexto moderno.—  Nick Spencer, sobre Jimmy Olsen's Big Week
Intitulada Jimmy Olsen's Big Week, a trama foi rapidamente aclamada como uma das melhores do ano, e foi publicada inicialmente como uma história secundária nas edições de Action Comics. A primeira dessas histórias foi disponibilizada gratuitamente pela editora através de seu aplicativo para venda de versões digitais de suas revistas, e trouxe a introdução da personagem Chloe Sullivan, criada para a série de televisão Smallville, para o universo das histórias em quadrinhos, como uma ex-namorada de Olsen. Meses depois, a editora viria a anunciar que reduziria a quantidade de páginas em todas as suas revistas como forma de manter o preço de cada edição em US$ 2.99 - assim, não apenas as histórias de Olsen, mas todas as histórias curtas publicadas em outras revistas seriam descontinuadas. Por ainda estar em andamento quando do anúncio, a história envolvendo Olsen teria a sua conclusão publicada numa edição especial totalmente dedicada ao personagem.
Em resenha, o jornalista Rich Johnston, do site britânico "Bleeding Cool", apontaria que a história era escrita de forma tão brilhante que descrevê-la deixava-o "sem ar", elogiando a capacidade de Spencer de escrever capítulos de apenas oito páginas mais criativos que muitas revistas de 20, e percebendo influências de Douglas Adams e Jonathan Swift nos elementos mais fantasiosos inseridos. Igualmente elogiosas seriam as resenhas dos site "Comic Book Resources", "Weekly Comic Book Review", "Ain't It Cool News" e "Comics Bulletin".